# منظمة جامعة

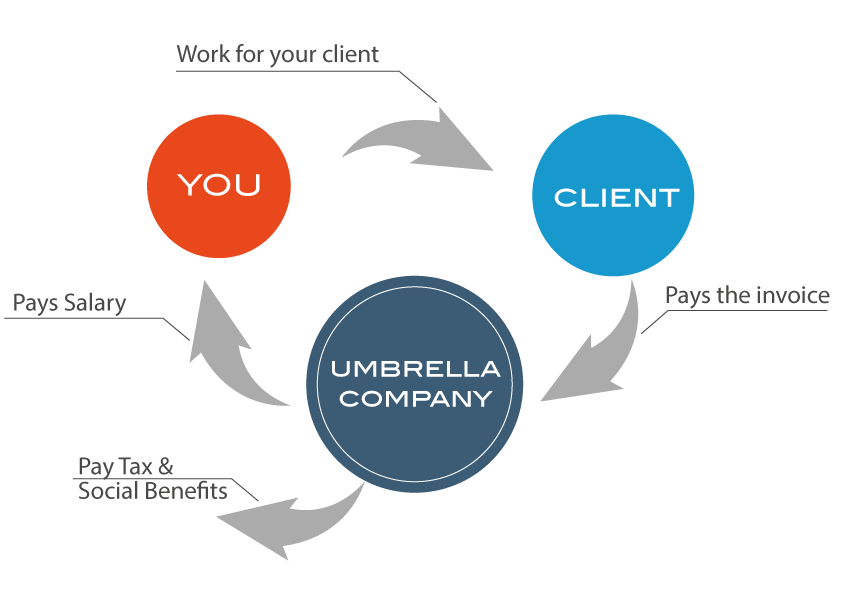

المنظمة الجامعة أو المظلة هي رابطة للمؤسسات (ذات الصلة في كثير من الأحيان بالصناعة) والتي تعمل معًا رسميًا لتنسيق الأنشطة أو تجميع الموارد. وفي بيئة العمل أو السياسة أو غيرها من البيئات، توفر مجموعة واحدة، المنظمة الجامعة، الموارد وغالبًا ما تكون هوية المؤسسات الأصغر.  في بعض الأحيان في هذا النوع من الترتيبات، تكون المنظمة الجامعة هي المسؤولة عن الجماعات تحت رعايتها مقارنة بحق الامتياز والشركات التابعة لها.

## منظمات على سبيل المثال
- وكالة المخابرات المركزية
- الاتحادات اليهودية في أميركا الشمالية
- الاستخبارات السوفييتية السابقة
- مجلس التعليم المحلي بتورونتو
- البرمجيات في المصلحة العامة
- هيئة النقل في لندن
- الاتحاد الأوروبي لكرة القدم
- ياماغوتشي-غومي